# Épisodes du Magicien
 (avril 2018).
Si vous disposez d'ouvrages ou d'articles de référence ou si vous connaissez des sites web de qualité traitant du thème abordé ici, merci de compléter l'article en donnant les références utiles à sa vérifiabilité et en les liant à la section « Notes et références ».
Cet article présente les vingt-deux épisodes de la série télévisée américaine Le Magicien (The Magician).

## Distribution

### Acteurs principaux
- Bill Bixby : Anthony Blake
- Keene Curtis : Max Pomeroy (épisodes 1 à 11)
- Jim Watkins : Jerry Anderson
- Joseph Sirola : Dominick (épisodes 12 à 22)

### Acteurs récurrents
- Todd Crespi : Dennis Pomeroy

### Invités
- Joan Caulfield : Lulu (épisode 1)
- Elizabeth Ashley : Sally Baker (épisode 1)
- Kim Hunter : Nora Coogan (épisode 1)
- Barry Sullivan : Joseph Baker (épisode 1)
- Signe Hasso : Madame Parga (épisode 1)
- Anne Lockhart : Mary Rose Coogan (épisode 1)
- Marlyn Mason : Diane Thomson (épisode 2)
- Stephen McNally : Manning Hargrove (épisode 2)
- John Karlen : Jim Russell (épisode 3)
- Lilyan Chauvin : Anna (épisode 3)
- Cameron Mitchell : Canfield (épisode 4)
- Macdonald Carey : Rich (épisode 4)
- Neville Brand : Shériff Platt (épisode 5)
- Beah Richards : Madame Thatcher (épisode 5)
- Mark Hamill : Ian Keefer (épisode 5)
- Jack Kruschen : Albie Allikolos (épisode 6)
- Walter Brooke : Orin Connover (épisode 6)
- Lloyd Bochner : Matt Matthews (épisode 7)
- Jane Merrow : Carol Spain (épisode 7)
- Robert Webber : Arthur Zellman (épisode 8)
- Kristina Holland : Stacy McGranahan (épisode 8)
- Joe Flynn : George Blaisdell (épisode 9)
- Yvonne Craig : Docteur Nora Zabriskie (épisode 9)
- George Murdock : Timothy Dunagan (épisode 9)
- Hal Williams : Jonathan Gordon (épisode 9)
- Pamela Britton : Betty Foster (épisode 9)
- John Milford : Stan Lubie (épisode 9)
- Yuki Shimoda : Père Ted (épisode 9)
- Leif Erickson : Nicholas Olsen (épisode 10)
- Joseph Campanella : Frank Mitchell (épisode 11)
- Leslie Parrish : Lydia (épisode 11)
- John Colicos : Paul Gunther (épisodes 12 et 13)
- Carol Lynley : Janet Keegan (épisodes 12 et 13)
- L. Q. Jones : Johnson (épisodes 12 et 13)
- Lloyd Nolan : Charles Keegan (épisodes 12 et 13)
- Joe Maross : Alan Burke (épisodes 12 et 13)
- Joan Shawlee : Trudy (épisodes 12 et 13)
- Anthony Zerbe : Brad Nicholson (épisode 14)
- Beth Brickell : Victoria Hunter (épisode 14)
- Nina Foch : Irene Denore (épisode 14)
- Edward Winter : Ted Winters (épisode 14)
- Mark Lenard : Foley (épisode 14)
- Ian Wolfe : Jacob Nord (épisode 14)
- William Shatner : Ed Cassidy (épisode 15)
- Katherine Justice : Sandra Cassidy (épisode 15)
- Brooke Bundy : Virginia Miles (épisode 15)
- Paul Mantee : Joe Taggart (épisode 15)
- Eric Braeden : Nelson Paradine (épisode 16)
- Lynda Day George : Stacey Hyatt (épisode 16)
- Milton Selzer : Alex Pochek (épisode 16)
- Norman Burton : Malloy (épisode 16)
- Curt Lowens : Carl Pochek (épisode 16)
- Joseph Wiseman : Hon Chi Kai (épisode 17)
- France Nuyen : Dawn (épisode 17)
- Philip Ahn : Chao Liu (épisode 17)
- Soon-Tek Oh : Sheng (épisode 17)
- Eugene Roche : Rév. Wally Snider (épisode 18)
- Jack Ging : Frank Denbo (épisode 18)
- William Sylvester : Peter Hayden (épisode 18)
- Michele Marsh : Sœur Janet (épisode 18)
- Peggy Rea : Emma (épisode 18)
- Jeremy Slate : Ross Hazlitt (épisode 19)
- Tim Matheson : Jerry Purcell (épisode 19)
- Pamela Franklin : Linda Casey (épisode 19)
- Louis Hayward : Millotson (épisode 20)
- Joanna Miles : Maggie Jones (épisode 20)
- Scott Hylands : Hal Millotson (épisode 20)
- Simon Scott : Jackson Wyndham (épisode 20)
- John Dehner : Simon Russell (épisode 21)
- Don Gordon : Larry Ford (épisode 21)
- Marianna Hill : Leila Russell (épisode 21)
- Jessica Walter : Marian Tripp (épisode 22)
- Lew Ayres : Max Braden (épisode 22)
- Richard Evans : Jack Quinn (épisode 22)
- Herbert Anderson : R. John Fellows (épisode 22)

## Épisodes

### Épisode 1:Le Magicien
- États-Unis : 17 mars 1973 sur NBC[1]
- France : date indéterminée sur M6[2]

- Joan Caulfield (Lulu)
- Elizabeth Ashley (Sally Baker)
- Kim Hunter (Nora Coogan)
- Barry Sullivan (Joseph Baker)
- Allen Case (Adams)
- Signe Hasso (Madame Parga)
- Robert Mandan (Monsieur Radder)
- Richard Van Vleet (Carl)
- Anne Lockhart (Mary Rose Coogan)
- Jeff Morris (Crowley)
- Tol Avery (Docteur Fryer)
- Bill Quinn (Sénateur)
- Holly Irving (Lorraine Ellis)
- Arline Anderson (Marcy)
- Don Reid (Lucian Baker)
- Johnny Haymer (Maurice)
- Bruce Watson (Gorman)
- Nancy Stephens (Francine Powers)

- Le téléfilm pilote a été doublé au canada et diffusé dans les années 90 sur M6[2].
- Le nom des héros est différent dans ce téléfilm : Anthony Blake se nomme Dorian et Jerry Anderson se faisant appeler Wallace. C'est à la suite du développement de la série que les producteurs décidèrent de changer les noms.

### Épisode 2:Chasseur d'hommes
- États-Unis : 2 octobre 1973 sur NBC
- France : 27 juillet 1975 sur Antenne 2

- Marlyn Mason (Diane Thomson)
- Stephen McNally (Manning Hargrove)
- Vincent Beck (Stanley Owens)
- Mort Thompson (Driscoll)
- Lenore Stevens (Edith)
- Jerry Quarry (Al)

### Épisode 3:The Vanishing Lady
- États-Unis : 9 octobre 1973 sur NBC
- France : Inédit à la télévision

- Peter Brown (Ray Weaver)
- Amanda McBroom (Julie Carter)
- Ramon Bieri (Lieutenant Phil Coran)
- John Karlen (Jim Russell)
- Lilyan Chauvin (Anna)
- Lenore Kasdorf (Jane Roberts)

### Épisode 4:Illusion in Terror
- États-Unis : 23 octobre 1973 sur NBC
- France : Inédit à la télévision

- Cameron Mitchell (Canfield)
- Brenda Benet (Joanna Marsh)
- Macdonald Carey (Rich)
- Bill Zuckert (Matt Osborne)
- Barbara Collentine (Hannah Osborne)
- John Pickard (Shériff Sturdivant)

### Épisode 5:Lightning on a Dry Day
- États-Unis : 30 octobre 1973 sur NBC
- France : Inédit à la télévision

- Neville Brand (Shériff Platt)
- Geoffrey Deuel (Vic Reiser)
- Beah Richards (Madame Thatcher)
- Mark Hamill (Ian Keefer)
- Susan Foster (Maggie Platt)
- Frances Reid (Eleanor Gilpin)

### Épisode 6:Ovation pour un meurtre
- États-Unis : 6 novembre 1973 sur NBC
- France : 17 août 1975 sur Antenne 2

- Jack Kruschen (Albie Allikolos)
- Susan Oliver (Susanna)
- Walter Brooke (Orin Connover)
- Roy Jenson (Frank Letterman)
- Wesley Lau (Capitaine Ivan Gottschalk)
- Sid Grossfeld (Ulricht)

### Épisode 7:Man on Fire
- États-Unis : 20 novembre 1973 sur NBC
- France : Inédit à la télévision

- Carl Betz (Paul Ryerson)
- Lloyd Bochner (Matt Matthews)
- Brad David (Danny Ryerson)
- Jane Merrow (Carol Spain)
- Erik Holland (Gruber)
- Wayne Heffley (Shériff Harris)

### Épisode 8:La Femme prise au piège
- États-Unis : 27 novembre 1973 sur NBC
- France : 3 août 1975 sur Antenne 2

- Robert Webber (Arthur Zellman)
- Kristina Holland (Stacy McGranahan)
- William Jordan (Shériff Sanders)
- Anthony Eisley (Ralph Turner)
- Rob Townsend (Haney)
- Brad Trumbull (Lieutenant Moore)

### Épisode 9:The Man Who Lost Himself
- États-Unis : 11 décembre 1973 sur NBC
- France : Inédit à la télévision

- Joe Flynn (George Blaisdell)
- Yvonne Craig (Docteur Nora Zabriskie)
- George Murdock (Timothy Dunagan)
- Hal Williams (Jonathan Gordon)
- Pamela Britton (Betty Foster)
- John Milford (Stan Lubie)
- Yuki Shimoda (Père Ted)
- Russell Thorson (Alex Nicholson)
- Joe Perry (Godfrey Matchek)

### Épisode 10:Le Cauchemar d'acier
- États-Unis : 18 décembre 1973 sur NBC
- France : 10 août 1975 sur Antenne 2

- Leif Erickson (Nicholas Olsen)
- Christopher Stone (Gary Allmont)
- Robyn Millan (Laurie Allmont)
- Frank Christi (Jack)
- Anne Randall (Cindy Adams)
- Charles Picerni (Melton)

### Épisode 11:Les Pointes diaboliques
- États-Unis : 8 janvier 1974 sur NBC
- France : 24 août 1975 sur Antenne 2

- Joseph Campanella (Frank Mitchell)
- Leslie Parrish (Lydia)
- Edmund Gilbert (Larry Malone)
- Wesley Lau (Capitaine Ivan Gottschalk)
- Tara Talboy (Paula Mitchell)
- Tommy Madden (Willoughby)

### Épisode 12:L'Étrange imposture,1repartie
- États-Unis : 14 janvier 1974 sur NBC
- France : 5 octobre 1975 sur Antenne 2

- John Colicos (Paul Gunther)
- Carol Lynley (Janet Keegan)
- L. Q. Jones (Johnson)
- Lloyd Nolan (Charles Keegan)
- Joe Maross (Alan Burke)
- Joan Shawlee (Trudy)

### Épisode 13:L'Étrange imposture,2epartie
- États-Unis : 21 janvier 1974 sur NBC
- France : 17 avril 1978 sur Antenne 2

- John Colicos (Paul Gunther)
- Carol Lynley (Janet Keegan)
- L. Q. Jones (Johnson)
- Lloyd Nolan (Charles Keegan)
- Joe Maross (Alan Burke)
- Joan Shawlee (Trudy)

### Épisode 14:La Femme d'acier
- États-Unis : 28 janvier 1974 sur NBC
- France : 10 janvier 1976 sur Antenne 2

- Anthony Zerbe (Brad Nicholson)
- Beth Brickell (Victoria Hunter)
- Nina Foch (Irene Denore)
- Edward Winter (Ted Winters)
- Mark Lenard (Foley)
- Ian Wolfe (Jacob Nord)

### Épisode 15:L'Énigme du palace flottant
- États-Unis : 4 février 1974 sur NBC
- France : 31 août 1975 sur Antenne 2

- William Shatner (Ed Cassidy)
- Katherine Justice (Sandra Cassidy)
- Brooke Bundy (Virginia Miles)
- Paul Mantee (Joe Taggart)
- Byron Morrow (Lieutenant Lund)
- William Vaughn (Cole)

### Épisode 16:L'Or noir
- États-Unis : 11 février 1974 sur NBC
- France : 7 septembre 1975 sur Antenne 2

- Eric Braeden (Nelson Paradine)
- Lynda Day George (Stacey Hyatt)
- Milton Selzer (Alex Pochek)
- Norman Burton (Malloy)
- Curt Lowens (Carl Pochek)
- David Cryer (Taylor)

### Épisode 17:Le Dragon perdu
- États-Unis : 18 février 1974 sur NBC
- France : 21 septembre 1975 sur Antenne 2

- Joseph Wiseman (Hon Chi Kai)
- France Nuyen (Dawn)
- Philip Ahn (Chao Liu)
- Soon-Tek Oh (Sheng)
- Nobu McCarthy (Madame Ti)
- Lester Fletcher (Cooper)

### Épisode 18:The Illusion of the Deadly Conglomerate
- États-Unis : 25 février 1974 sur NBC
- France : Inédit à la télévision

- Eugene Roche (Révérend Wally Snider)
- Jack Ging (Frank Denbo)
- William Sylvester (Peter Hayden)
- Michele Marsh (Sœur Janet)
- Peggy Rea (Emma)
- Bill McLean (Joe Miggins)
- Crane Jackson (Docteur Reston)
- Russ Grieve (Docteur Wallenstein)
- Charles Wagenheim (Johnny McVey)

### Épisode 19:La Flèche fatale
- États-Unis : 4 mars 1974 sur NBC
- France : 3 janvier 1976 sur Antenne 2

- Jeremy Slate (Ross Hazlitt)
- Tim Matheson (Jerry Purcell)
- Murray Matheson (Walter Moran)
- Pamela Franklin (Linda Casey)
- Fred Sadoff (Lieutenant Ed Gold)
- Grace Gaynor (Shirl)

### Épisode 20:The Illusion of the Lethal Playthings
- États-Unis : 18 mars 1974 sur NBC
- France : Inédit à la télévision

- Louis Hayward (Millotson)
- Joanna Miles (Maggie Jones)
- Scott Hylands (Hal Millotson)
- Simon Scott (Jackson Wyndham)
- Richard O'Brien (Lieutenant Hoyt)
- Ivor Francis (Thomas Donald)

### Épisode 21:L'Œil du chat
- États-Unis : 25 mars 1974 sur NBC
- France : 27 décembre 1975 sur Antenne 2

- John Dehner (Simon Russell)
- Don Gordon (Larry Ford)
- Marianna Hill (Leila Russell)
- Claudette Nevins (Suzanne Kelly)
- Joseph Ruskin (Hassid)
- David Frankham (Derek Sheffield)

### Épisode 22:The Illusion of the Evil Spikes
- États-Unis : 15 avril 1974 sur NBC
- France : Inédit à la télévision

- Jessica Walter (Marian Tripp)
- Lew Ayres (Max Braden)
- Richard Evans (Jack Quinn)
- Robert Burr (Brooks Rosenthal)
- Tom Rosqui (Neil Houser)
- Herbert Anderson (R. John Fellows)